# 인간중심돌봄
인간중심돌봄(person-centered care)은 환자나 질병이 아닌 인간을 중심으로 한 의료 행위 및 돌봄 제공을 추구하려는 개념이다.

## 같이 보기
- 환자중심의료
- 지역사회의학
- 자주권
- 건강권